# Gurdziel

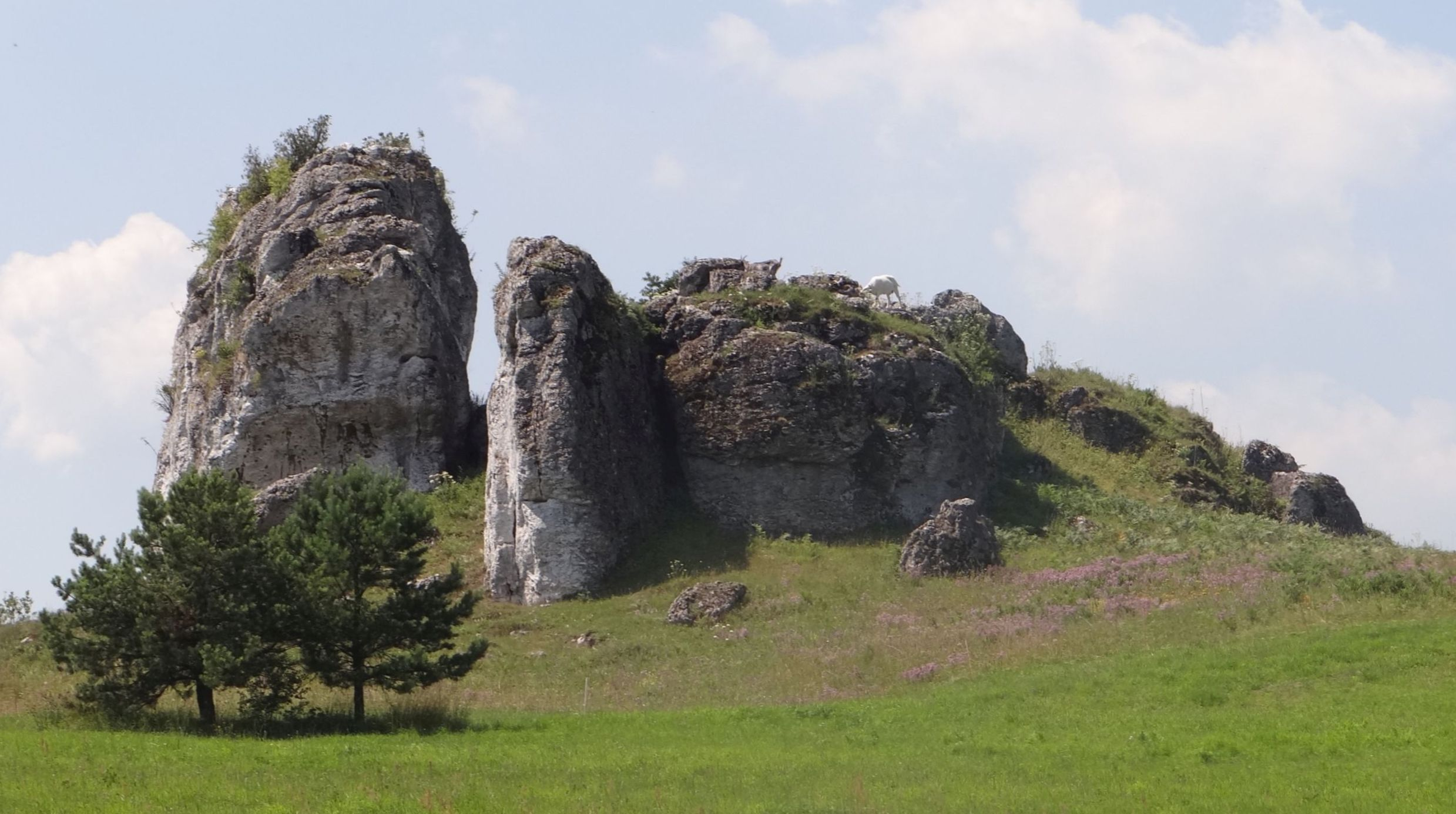
Gurdziel, widok z drogi

Gurdziel – skała w miejscowości Ryczów-Kolonia w województwie śląskim, w powiecie zawierciańskim, w gminie Ogrodzieniec. Znajduje się po południowej stronie drogi z Ryczowa do Podzamcza i jest z tej drogi widoczna. Jest to grupa kilku skał, z których najwyższa wznosi się na wysokość około 455 m n.p.m.
Pod względem geograficznym Gurdziel znajduje się w mikroregionie Wyżyna Ryczowska na Wyżynie Częstochowskiej będącej częścią Wyżyny Krakowsko-Częstochowskiej. Zbudowana z wapieni skała Gurdziel jest jedną z licznych skał w tym mikroregionie. Znajduje się na ogrodzonym terenie prywatnym. 

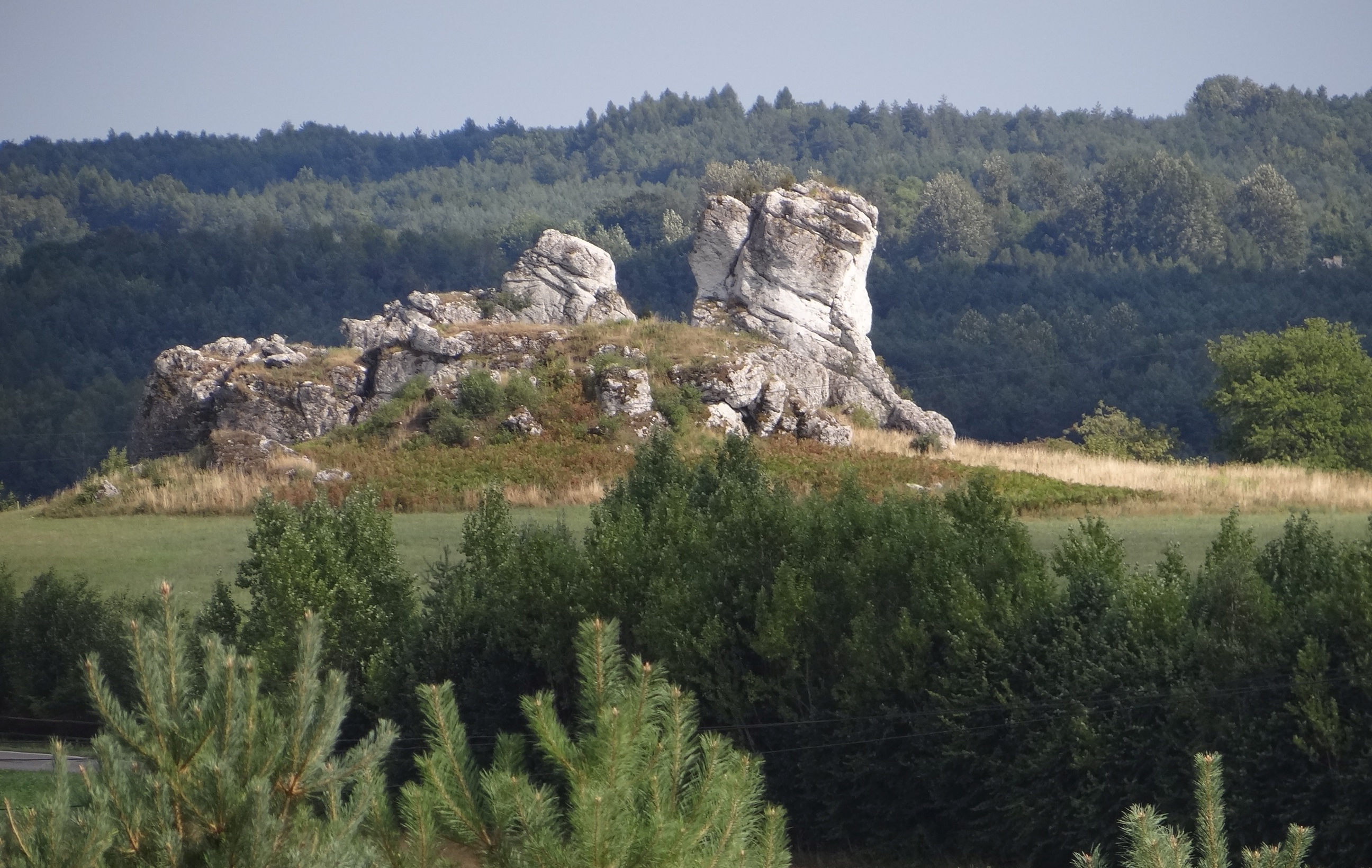
Widok z Podzamcza